# Richard Webb (Schauspieler)

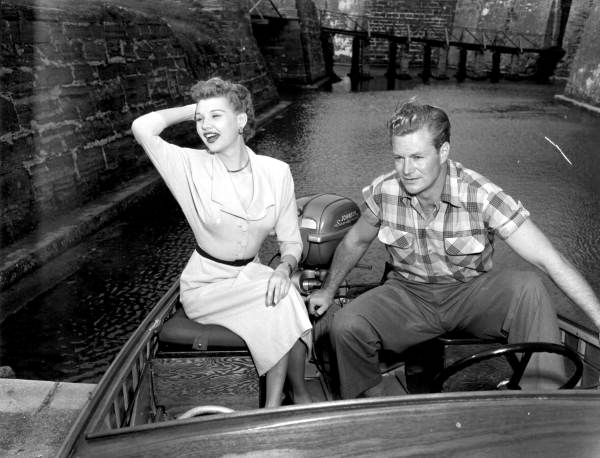
Mari Aldon und Richard Webb (um 1950)

John Richard Webb (* 9. September 1915 in Bloomington, Illinois; † 10. Juni 1993 in Van Nuys, Los Angeles, Kalifornien) war ein US-amerikanischer Schauspieler und Sachbuchautor.

## Leben
John Richard Webb begann seine Schauspielkarriere am Theater in New York City. Auf der Leinwand debütierte er 1941 in kleineren Nebenrollen in sechs Filmen, darunter Das goldene Tor, Sullivans Reisen und Zum Leben verdammt. In den 1940er und 1950er Jahren wurde er ein profilierter Nebendarsteller in Western, Kriminal- und Kriegsfilmen wie Goldenes Gift, Du warst unser Kamerad, Ritter Hank, der Schrecken der Tafelrunde und Ein neuer Stern am Himmel.
Von 1954 bis 1956 verkörperte Webb die Hauptfigur des Captain Midnight, dem Anführer des Secret Squadron, in der gleichnamigen Science-Fiction-Fernsehserie Captain Midnight. Obwohl die Einschaltquoten teilweise bei über 16 Millionen Zuschauern lagen und die Serie schnell Kultstatus erhielt, wurde sie mangels kostendeckender Einnahmen nach 39 Folgen wieder abgesetzt. Die Serie wurde so erfolgreich und populär, dass selbst 28 Jahre nach dem Absetzen, das National Air and Space Museum 1986 eine Ausstellung zur Serie veranstaltete.
Anschließend sollte Webb 1959 mit der Fernsehserie Border Patrol noch einen großen Hit haben. Er spielt die Hauptrolle des Deputy Chief Don Jagger in 39 Folgen, bevor auch diese Serie eingestellt wurde. Bis zum Ende der 1960er Jahre flachte seine Schauspielkarriere ab und er trat nur noch vereinzelt in Filmen wie Revolver diskutieren nicht und Der Blob, sowie einzelnen Folgen von Fernsehserien wie Auf der Flucht, Perry Mason und Raumschiff Enterprise auf. Stattdessen widmete er sich in den 1970er Jahren dem Schreiben und veröffentlichte mit Great Ghosts of the West (1971), Voices from another world: True tales of the occult (1972) und These Came Back (1976) drei Sachbücher über den Okkultismus.
Am 10. Juni 1993 beging der 77-jährige Webb Suizid, indem er sich nach langer Krankheit selbst erschoss. Er war zweimal verheiratet und hatte mit beiden Frauen jeweils zwei Kinder. Er hinterließ seine Frau, zwei Töchter, vier Enkel und einen Urenkel. Webb hat seinen Stern am Hollywood Walk of Fame am Hollywood Boulevard 7059.

## Filmografie (Auswahl)

### Film
- 1941: Das goldene Tor (Hold Back the Dawn)
- 1941: Sullivans Reisen (Sullivan's Travels)
- 1941: Zum Leben verdammt (Among the Living)
- 1942: Der König von Texas (American Empire)
- 1947: Goldenes Gift (Out of the Past)
- 1947: Mädchen für Hollywood (Variety Girl)
- 1948: Die Nacht hat tausend Augen (Night Has a Thousand Eyes)
- 1948: Spiel mit dem Tode (The Big Clock)
- 1949: Du warst unser Kamerad (Sands of Iwo Jima)
- 1949: Ritter Hank, der Schrecken der Tafelrunde (A Connecticut Yankee in King Arthur's Court)
- 1951: Die Teufelsbrigade (Distant Drums)
- 1951: Ich war FBI Mann M.C. (I Was a Communist for the FBI)
- 1952: Sabotage (Carson City)
- 1952: Mara Maru (Mara Maru)
- 1953: Bis zur letzten Kugel (The Nebraskan)
- 1954: Drei Stunden Zeit (Three Hours to Kill)
- 1954: Ein neuer Stern am Himmel (A Star Is Born)
- 1954: Kalifornische Sinfonie (Jubilee Trail)
- 1954: Prinz Eisenherz (Prince Valiant)
- 1955: Maler und Mädchen (Artists and Models)
- 1965: Revolver diskutieren nicht (Town Tamer)
- 1972: Der Blob (Beware! The Blob)

### Serie
- 1954–1956: Captain Midnight (39 Folgen)
- 1958: 77 Sunset Strip (eine Folge)
- 1959: Border Patrol (39 Folgen)
- 1960–1962: Cheyenne (drei Folgen)
- 1960–1961: Tausend Meilen Staub (Rawhide, zwei Folgen)
- 1963: Auf der Flucht (eine Folge)
- 1963–1965: Perry Mason (zwei Folgen)
- 1967: Raumschiff Enterprise (Star Trek, eine Folge)

## Werke
- 1971: Great Ghosts of the West
- 1972: Voices from another world: True tales of the occult
- 1976: These Came Back